# Черниговнафтогаз
Черниговнафтогаз (укр. НГВУ «Чернігівнафтогаз») — один из Топливно-энергетических комплексов Украины, находящиеся в Прилуках и входящие в состав Укрнафты

## История
В Черниговской области первую нефть добыли в 1959 году, а уже в 61 году 20-го века началась добыча нефти в промышленных масштабах. С 1965 года и до конца 20 века в регионе открылось более 20 нефтегазовых месторождений. В 1985 году было добыто ровно 100 мил. тонн нефти, это 40 % из всей добытой нефти в Украине.

## Деятельность
Черниговнафтогаз выполняет широкий спектр задачи, один из которых это Гидра разрыв пласта и много другое. Черниговские нефтяники одни из первых использовали наклонно-направленное бурение столбов, также добыча нефти методом внутреннепластовым горением.